# Sabana de Torres
Sabana de Torres – miasto w Kolumbii, w departamencie Santander.